# Bolet abricot
Rheubarbariboletus armeniacus
Espèce
Statut de conservation UICN

 LC  : Préoccupation mineure
Rheubarbariboletus armeniacus, le Bolet abricot, anciennement Xerocomus armeniacus, est une espèce de champignons (Fungi) basidiomycètes du genre Boletus dans la famille des Boletaceae. Il est caractérisé par son chapeau rose terne abricot et sa chair progressivement orangée à la base du pied à la coupe, légèrement bleuissante au niveau du chapeau.

## Taxonomie
Le nom correct complet (avec auteur) de ce taxon est Rheubarbariboletus armeniacus (Quél.) Vizzini, Simonini & Gelardi.
L'espèce a été initialement classée dans le genre Boletus sous le basionyme Boletus armeniacus Quél..

### Synonymes

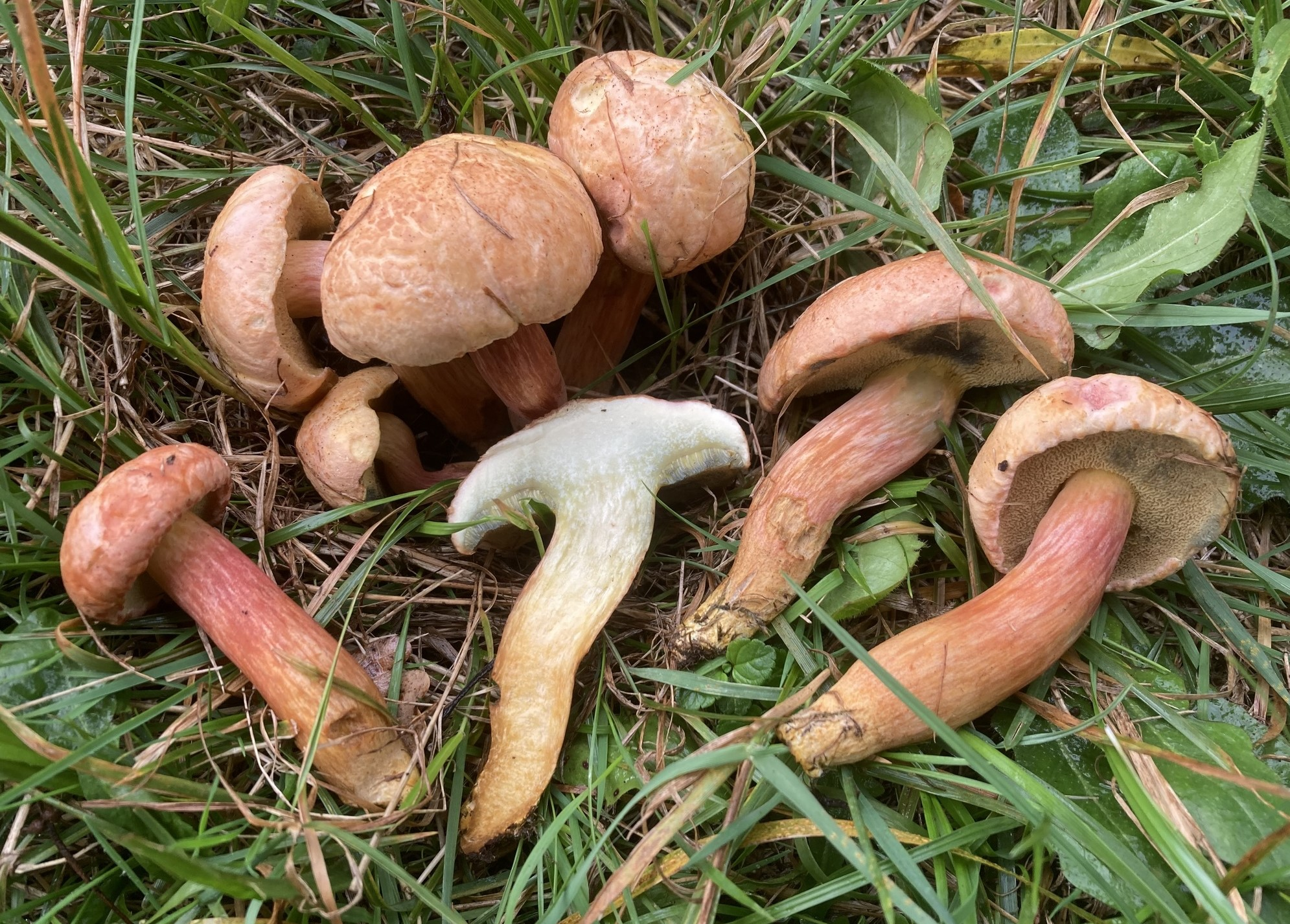
Collection de sporophores de R.armeniacus en France, Corrèze.

Rheubarbariboletus armeniacus a pour synonymes :
- Boletus armeniacus Quél.
- Boletus subtomentosus var. erythrocephalus Lucand
- Rheubarbariboletus armeniacus f. erythrocephalus (Lucand) Klofac
- Rheubarbariboletus armeniacus f. luteolus (H.Engel & Antonín) Klofac
- Rheubarbariboletus armeniacus var. venosipes (Redeuilh) Klofac
- Suillus armeniacus (Quél.) Kuntze
- Versipellis armeniaca (Quél.) Quél.
- Xerocomellus armeniacus var. luteolus (H.Engel & Antonín) Šutara
- Xerocomellus armeniacus (Quél.) Šutara
- Xerocomus armeniacus f. luteolus H.Engel & Antonín
- Xerocomus armeniacus var. venosipes Redeuilh
- Xerocomus armeniacus (Quél.) Quél.
- Xerocomus armeniacus Anon.
- Xerocomus subtomentosus var. erythrocephalus (Lucand) E.-J.Gilbert
- Xerocomus versicolor var. armeniacus (Quél.) Skirg.

### Phylogénie
Le naturaliste français Lucien Quélet a décrit cette espèce sous le nom de Boletus armeniacus en 1885, avant de la placer dans le genre Xerocomus dans son ouvrage Flore mycologique de la France et des pays limitrophes de 1888.
Il a été transféré dans le nouveau genre Xerocomellus décrit par le mycologue tchèque Josef Šutara en 2008, puis dans les Rheubarbariboletus en 2015.

### Étymologie
L'épithète spécifique armeniacus, relatif à l'abricot, fait référence à la couleur abricot du bolet.

## Description du sporophore

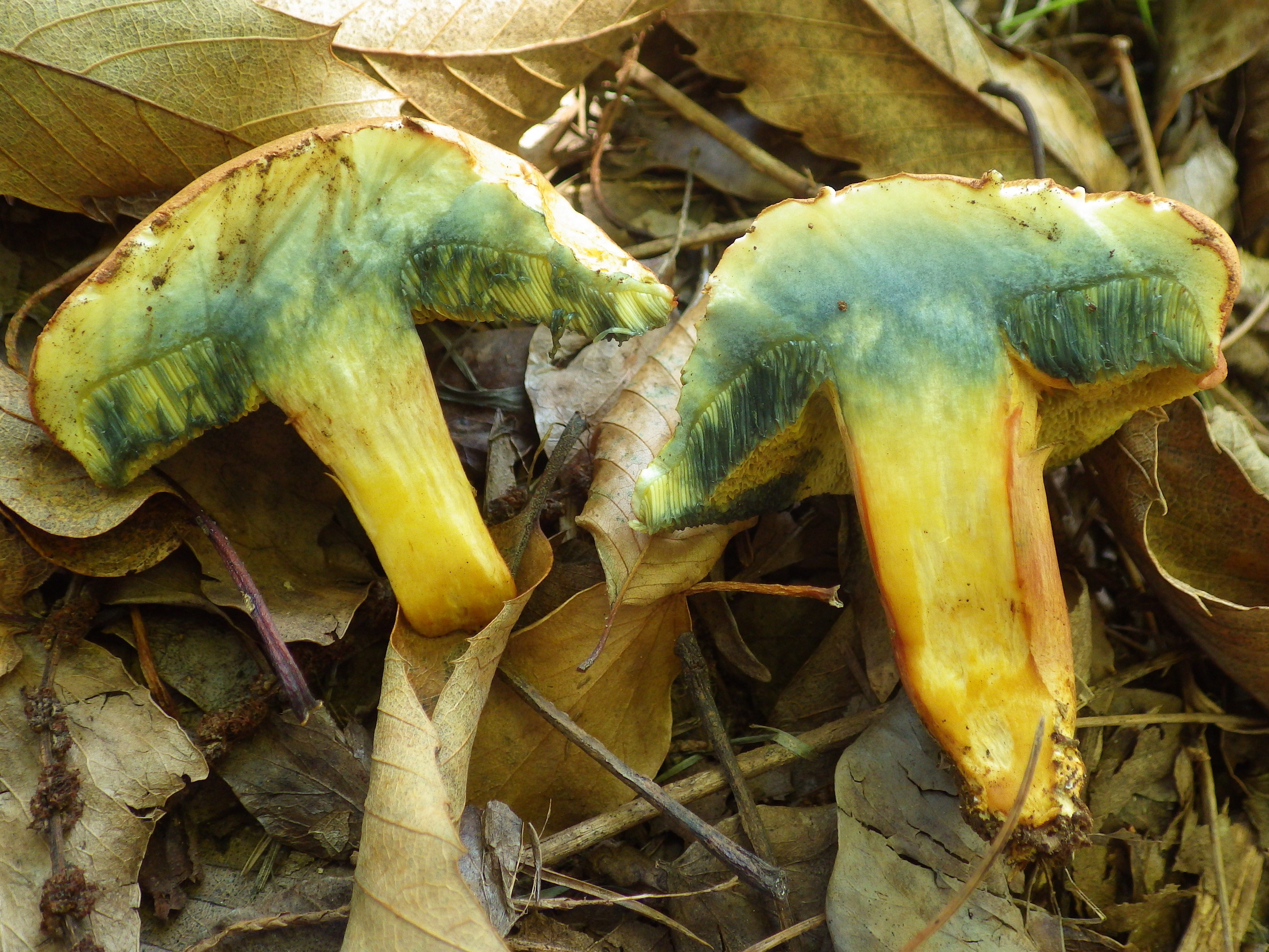
Coupe verticale du Bolet abricot, chair jaunâtre vers la base du stipe et bleuissement léger vers le chapeau.

Les bolets sont des champignons dont l'hyménophore, constitué de tubes et terminés par des pores, se sépare facilement de la chair du chapeau. Ce chapeau d'abord rond, recouvert d'une cuticule, devient convexe à mesure qu’il vieillit. Ils ont un pied (stipe) central assez épais et une chair compacte. Les caractéristiques morphologiques de R. armeniacus sont les suivantes :
Son chapeau mesure 2 à 8 cm, sa surface est sèche, presque veloutée, et sa cuticule est presque toujours craquelée à maturité. Il est généralement rose, "abricot", mais parfois rose rougeâtre à orangé ochracé.
L'hyménophore présente des pores d'abord jaune clair à jaune doré, puis jaune-olive à ocre-olive, devenants plus ou moins bleuissant à la manipulation. Les tubes sont concolores.
Son stipe mesure 4 à 10 cm x 1 à 1,5, il est cylindrique, rétréci à la base, fusiforme, plus ou moins ou parfois nettement radicant, il est jaunâtre, jaune-orange, jaunâtre-rougeâtre, orange ou rouge-orange, rayé longitudinalement de rouge puis subconcolore au chapeau. Sa base réagit en vert-bleu au FeSO4.
La chair est jaunâtre, orangé rhubarbe à la base du stipe, bleuissant légèrement au-dessus des tubes et au sommet du stipe mais jamais à la base, rose orangé sous la cuticule. Sa saveur est douce et son odeur est indistincte. Son mycélium basal est jaunâtre.

### Caractéristiques microscopiques
Ses spores mesurent 10 à15 µm x 4,5 à 5 µm, elles sont fusiformes (en forme de fuseau). Les basides sont en forme de massue, à quatre spores, et contiennent des gouttelettes d'huile internes ; elles mesurent 28 à 35 µm x 9 à 12 μm. Les cystides sont fusiformes, hyalines (translucides) et mesurent 40 à 55 µm x 9 à 12 μm.

## Galerie

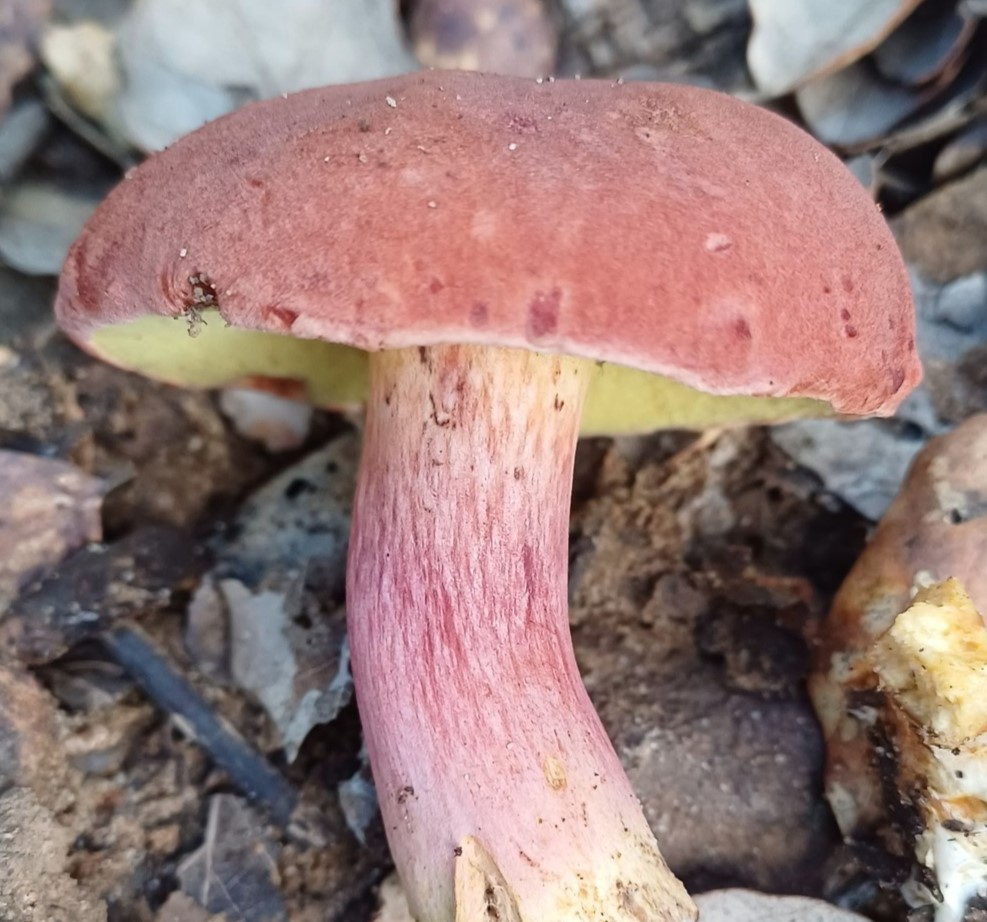
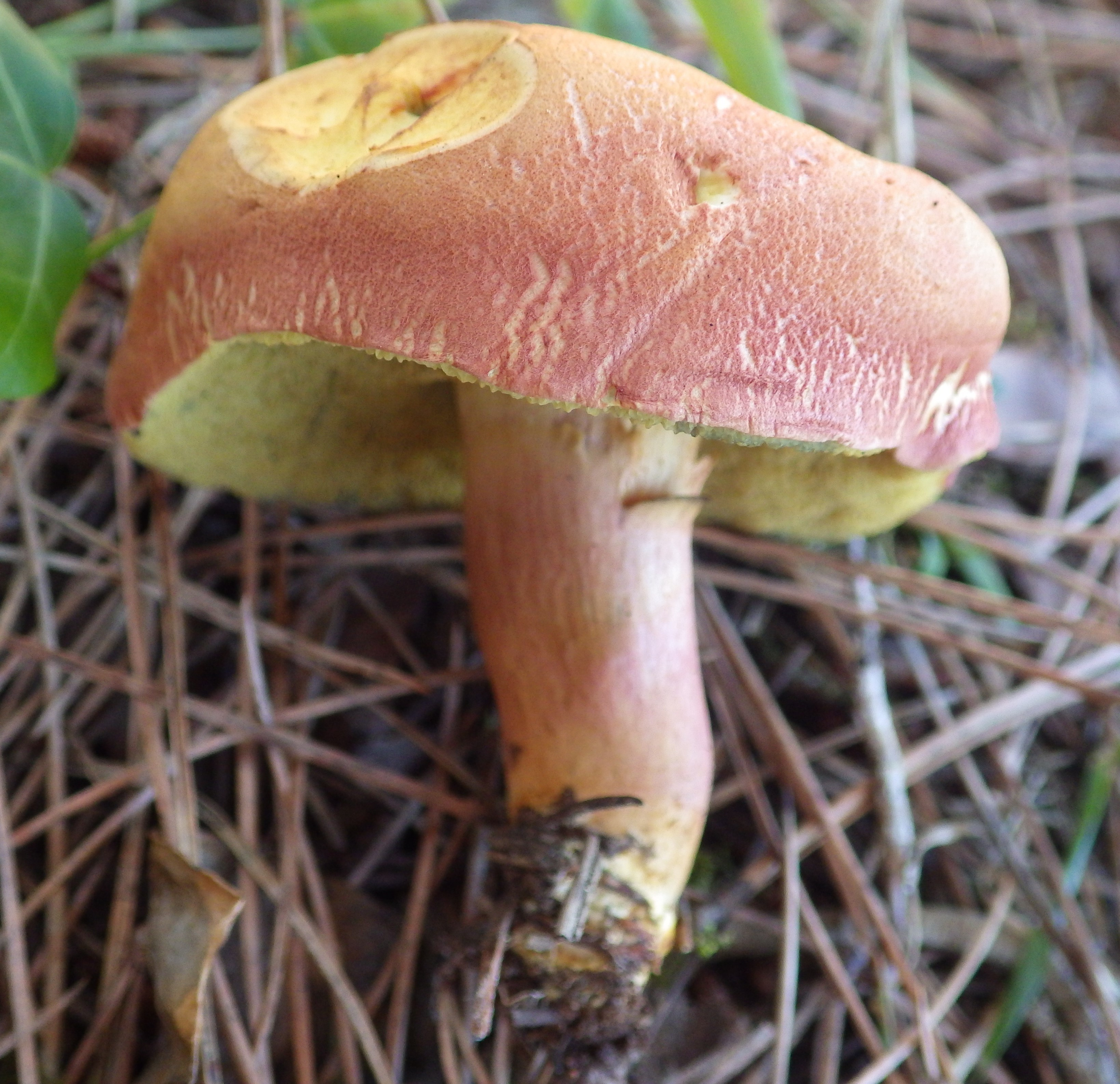
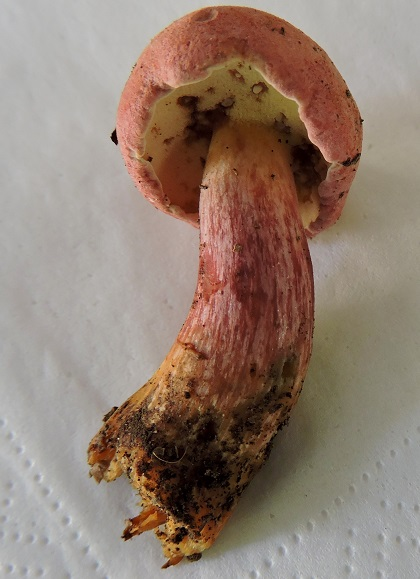
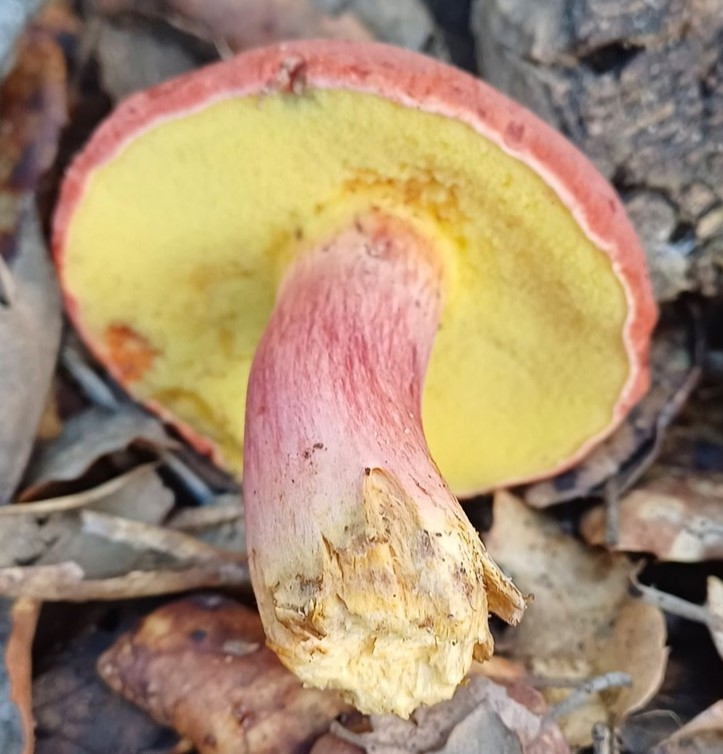
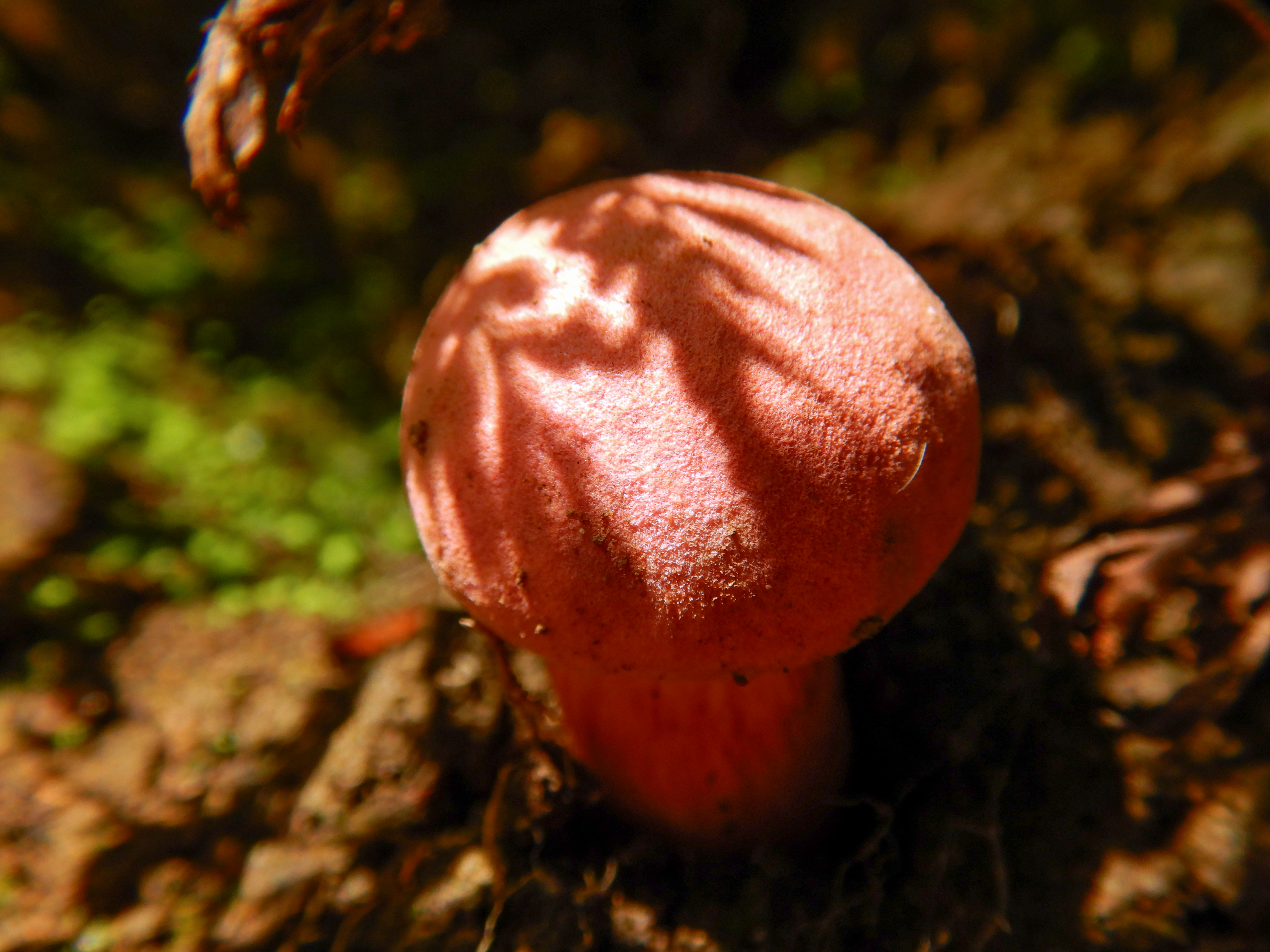
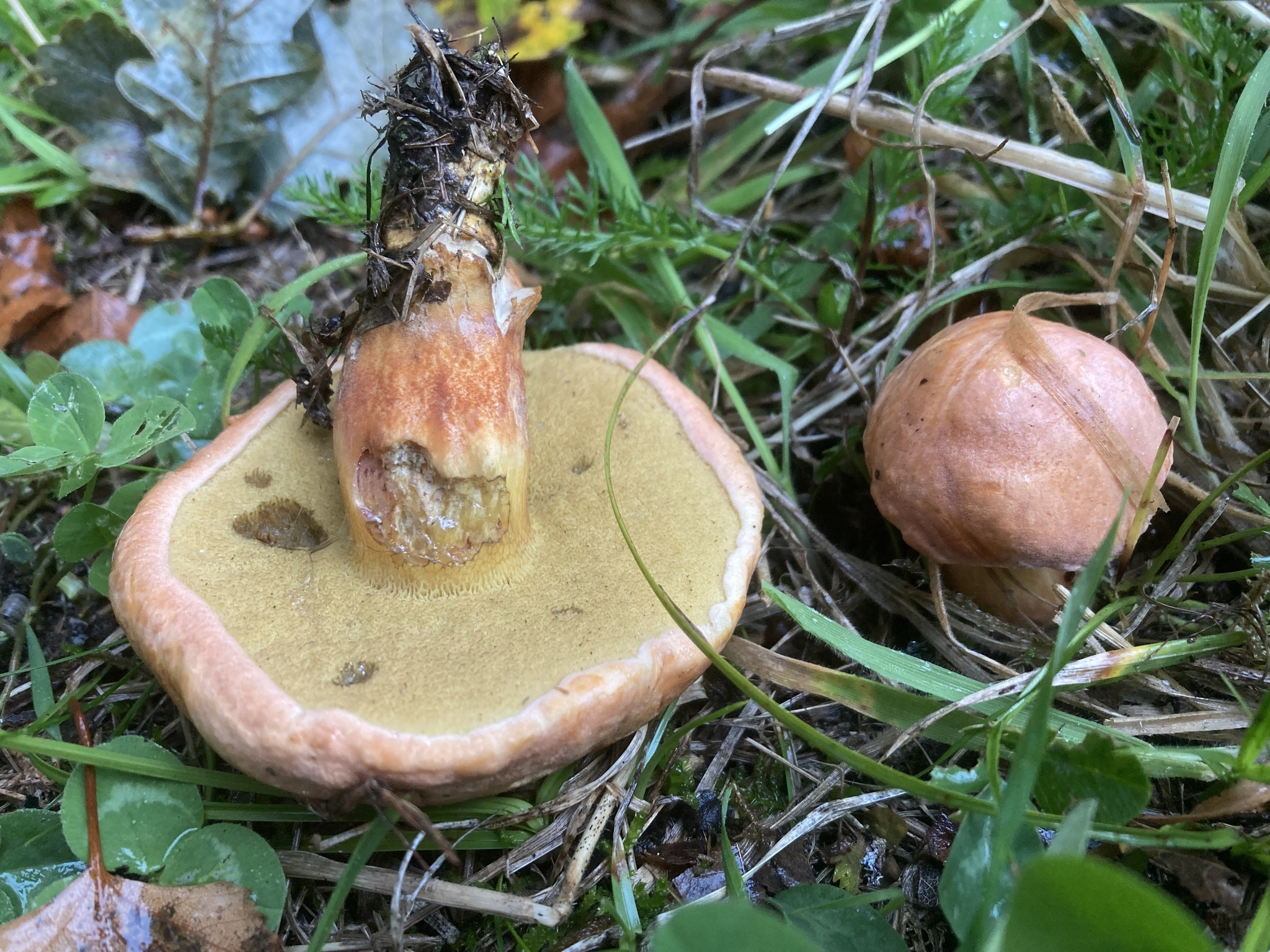
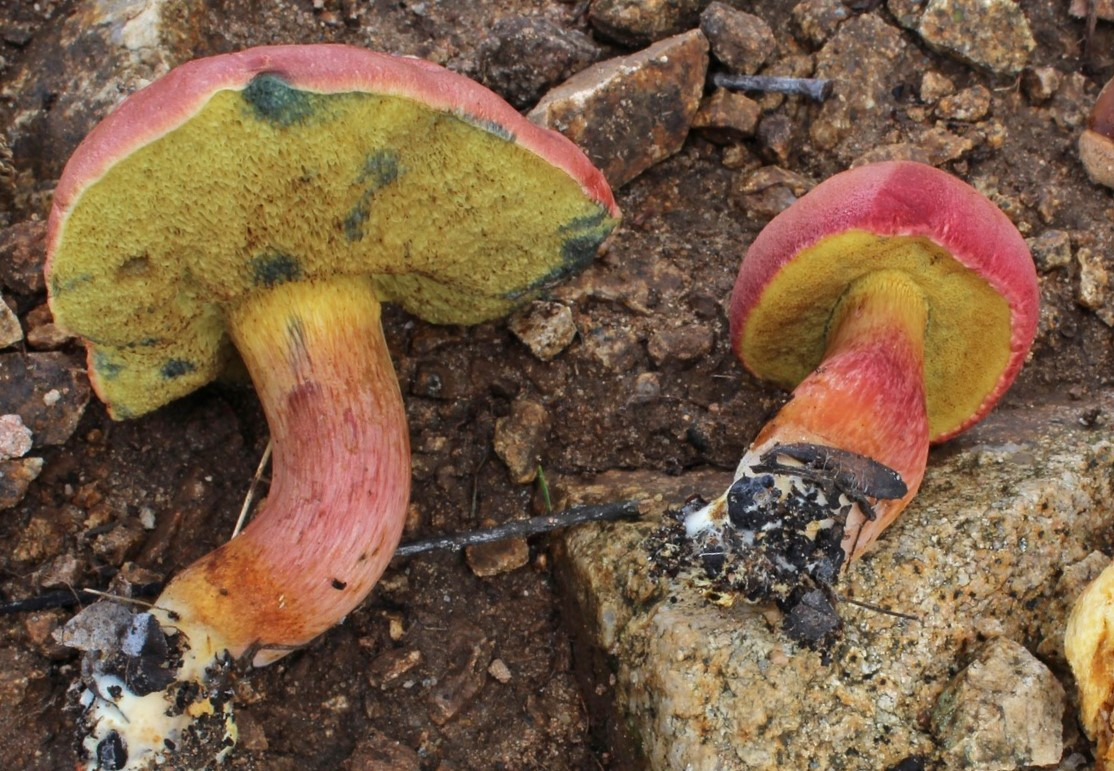
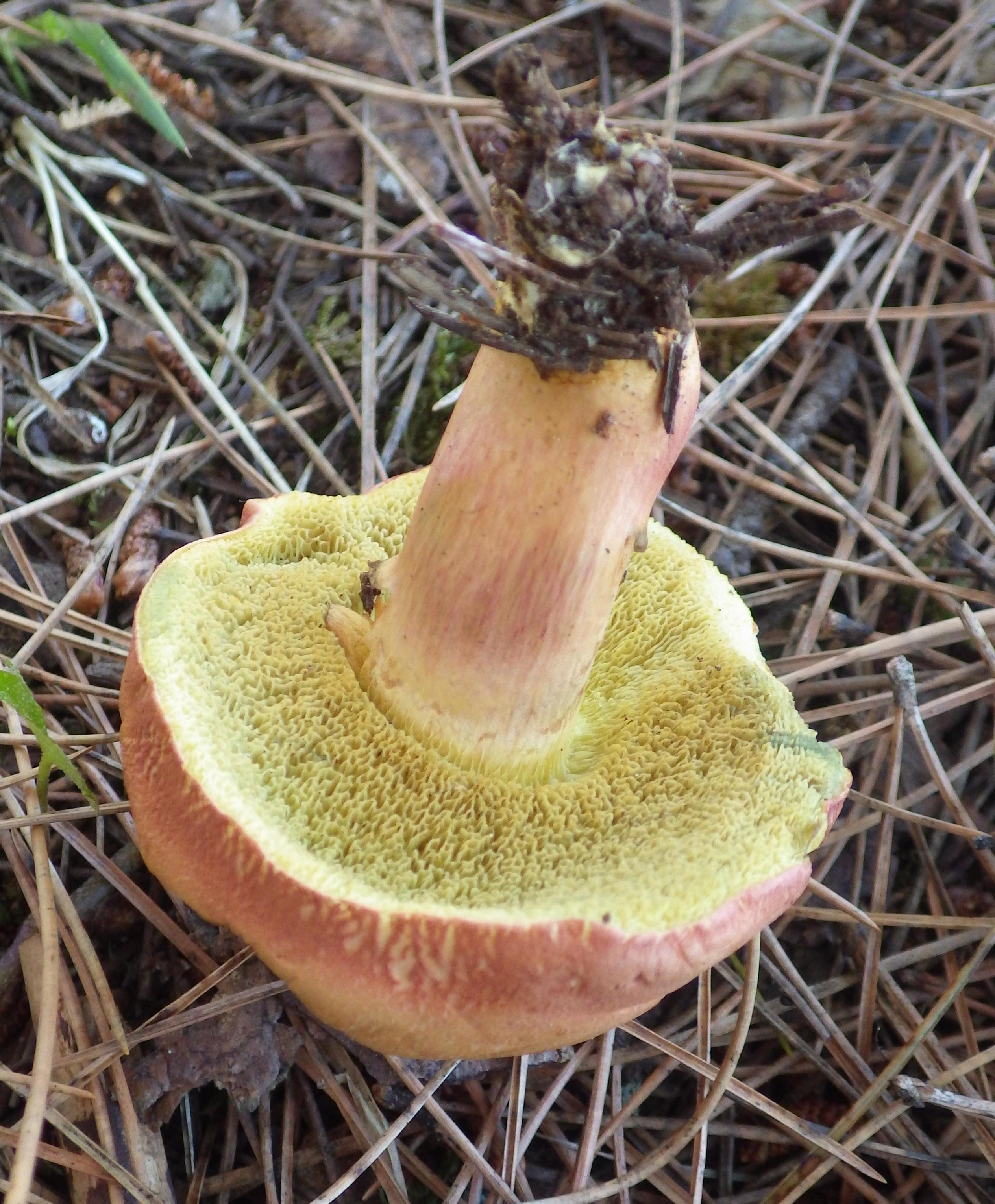
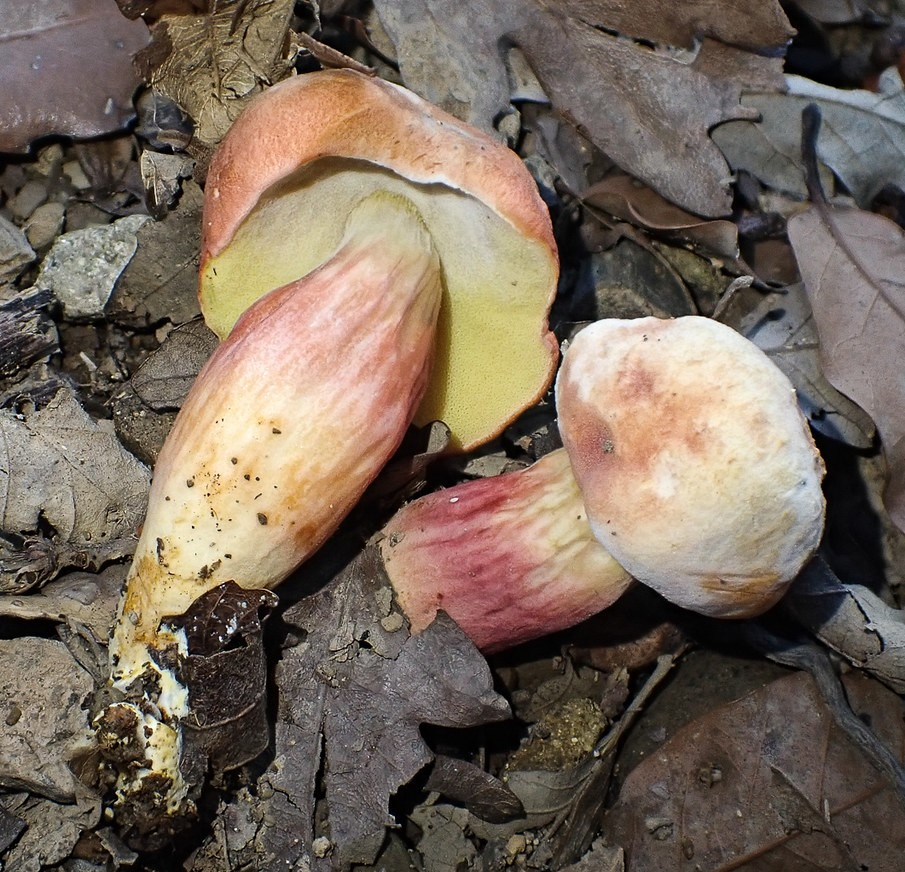
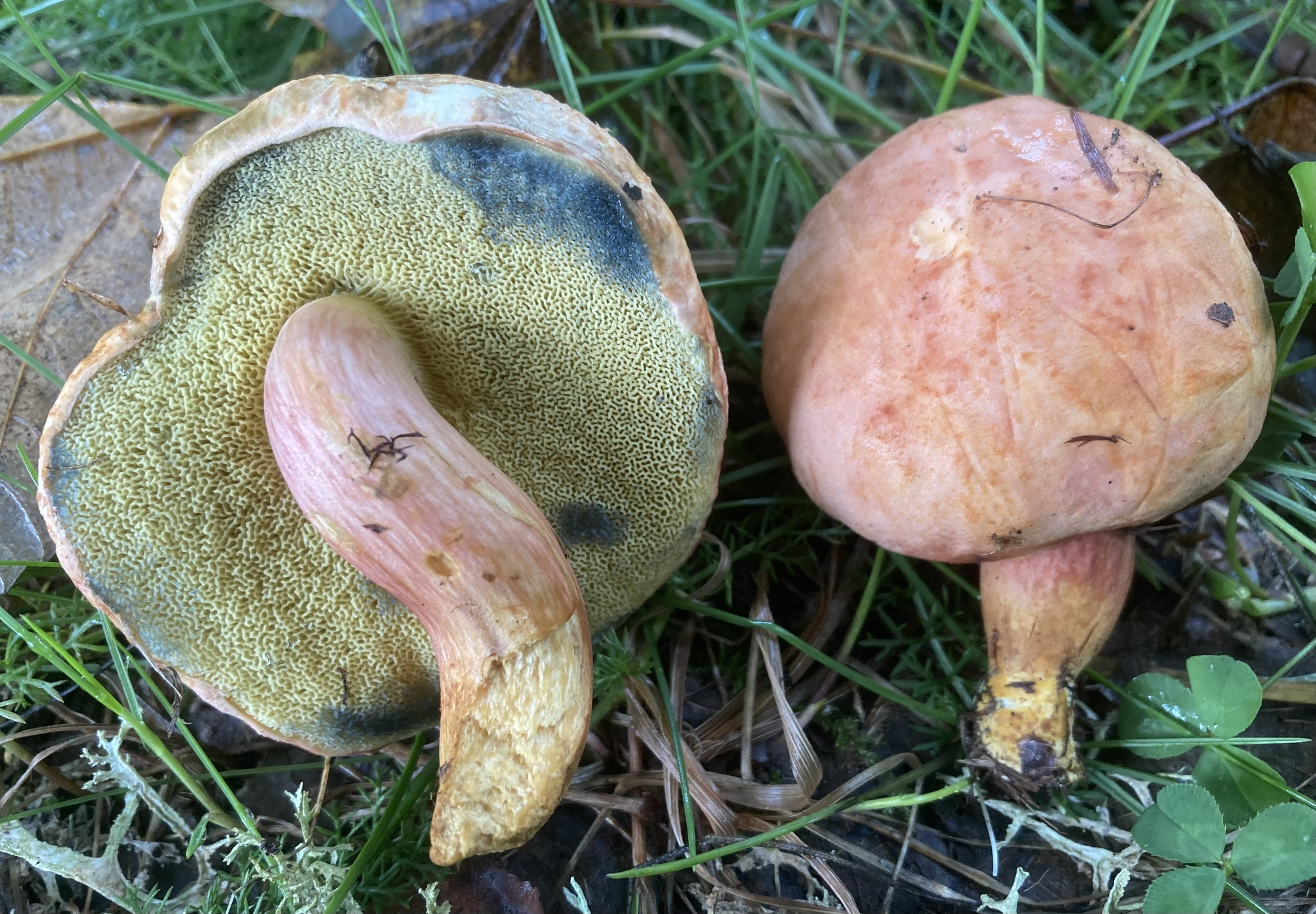
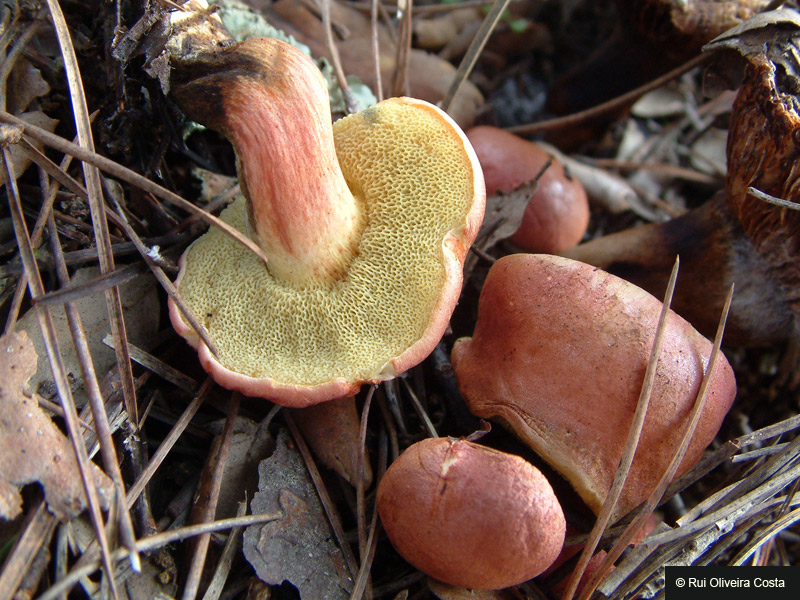
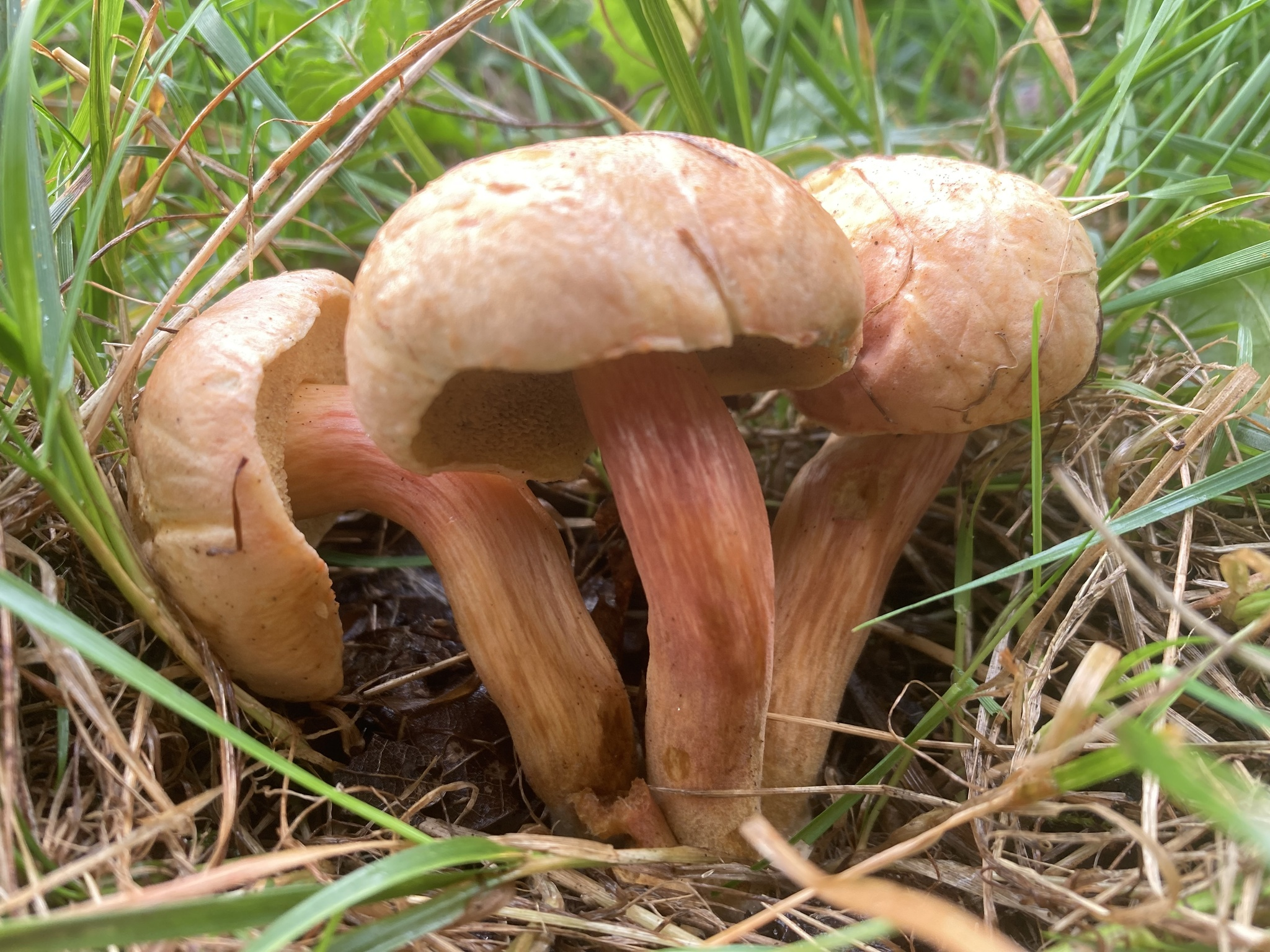
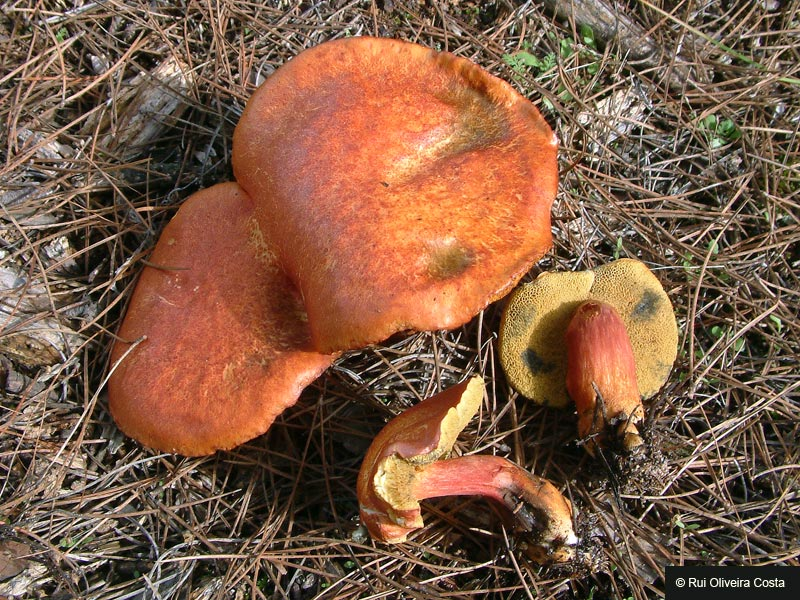
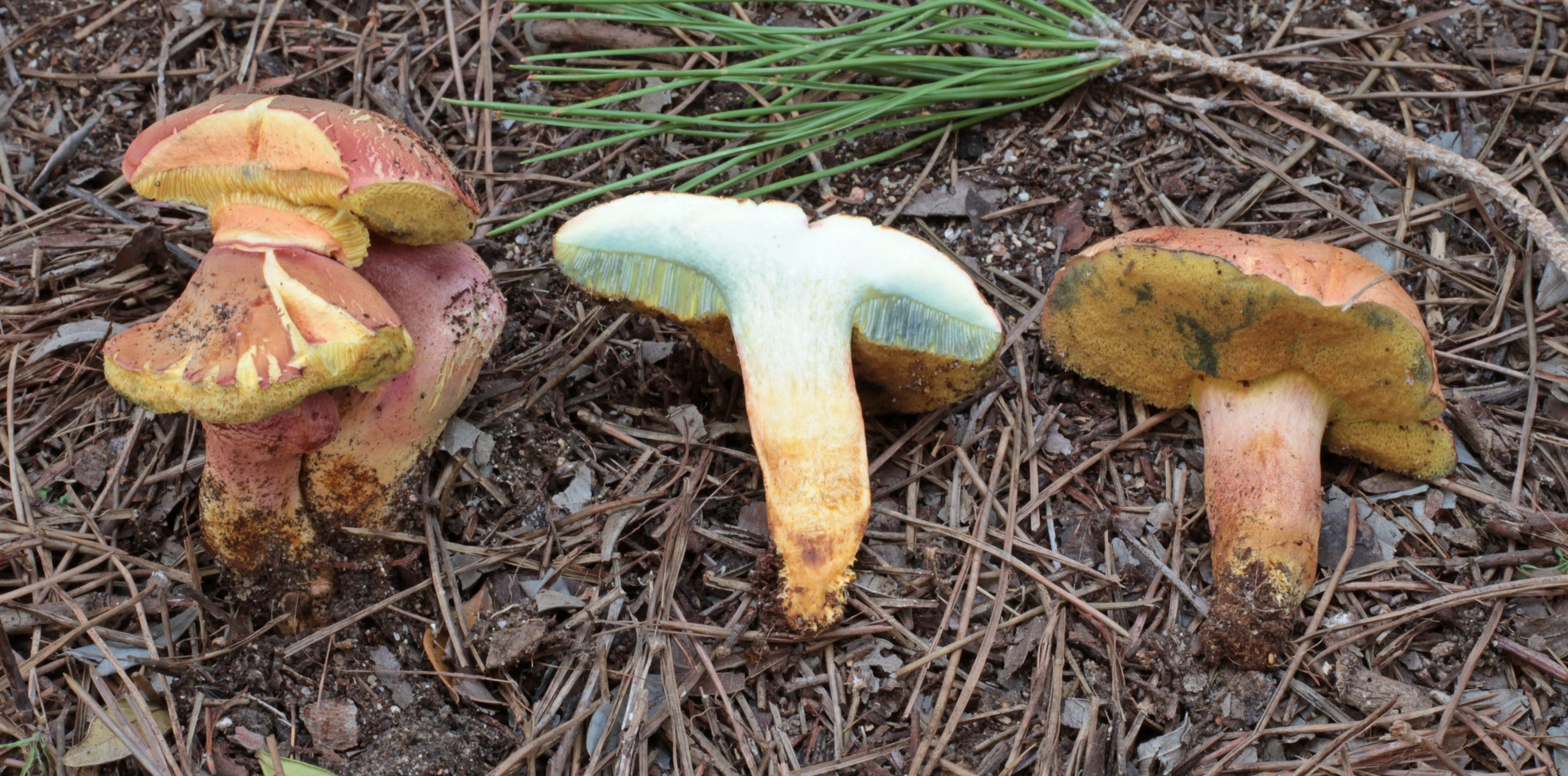
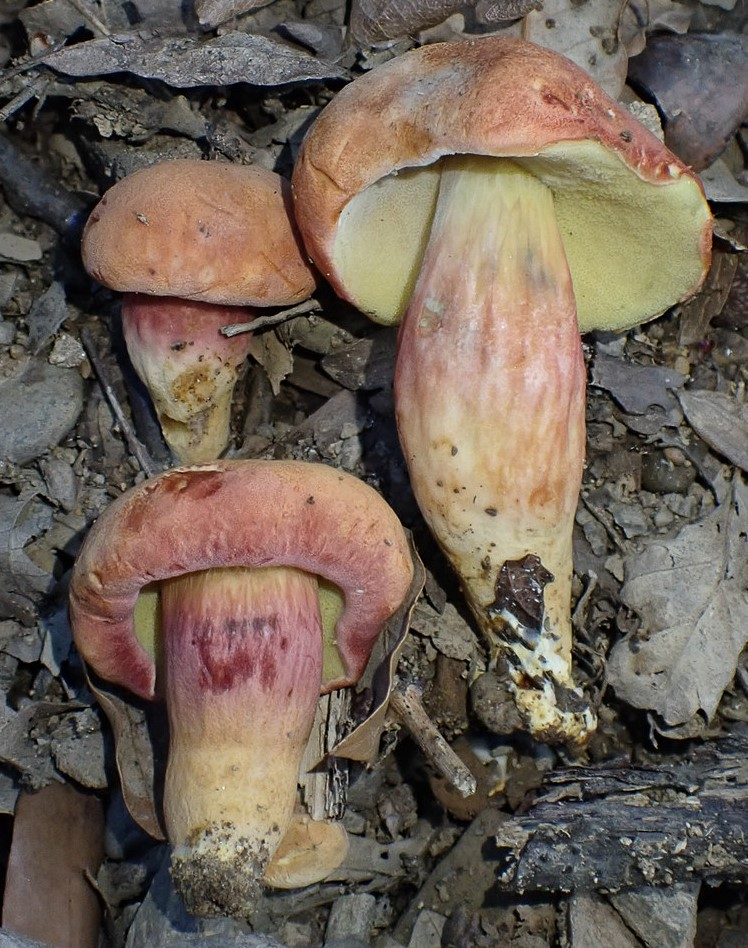
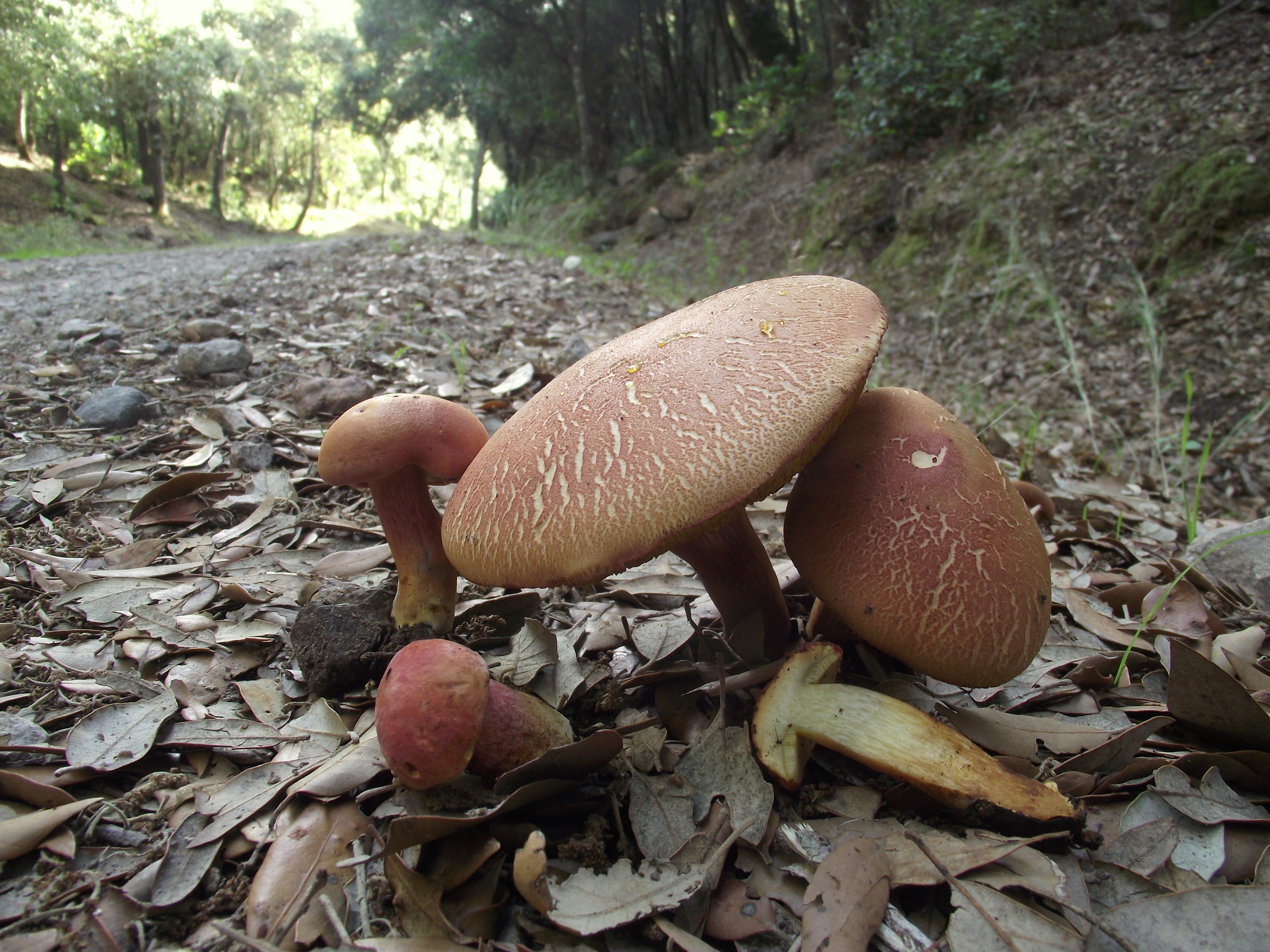

## Variétés et formes
- Rheubarbariboletus armeniacus f. erythrocephalus, forme à chapeau rouge, chapeau et stipe rouge sang, rouge écarlate, rouge vermillon, rouge éosine, rouge framboise, puis rouge orangé. Chair jaune bleuissant dans le haut du stipe[9].

- Rheubarbariboletus armeniacus var. venosipes, variété à pied veiné, chapeau rouge framboise sombre, assez uniforme à maturité, plus rouge que le type, mais tirant parfois sur l'orangé. Tubes et pores citrins puis jaunes, bleuissant à la coupe. Stipe plutôt robuste subconcolore au chapeau, d'un rouge plus ou moins sombre, pourpré vineux à l'humidité, parfois jaune au sommet, à base brunissante, orné dans sa partie supérieure ou jusqu'à mi-hauteur d'un réseau concolore, plus ou moins en relief. Chair citrine puis ochracée, orangé ambré dans la moitié inférieure du stipe, bleuissant plus ou moins. Spores 11-14,5 x 4,5-5,5 μm[9],[10].
- Rheubarbariboletus armeniacus f. luteolus, forme jaunâtre, chapeau jaune à possible nuance rosâtre chez les jeunes, un peu teinté d'abricot au centre en séchant. Stipe concolore au chapeau, jaunâtre, faiblement fibrilleux longitudinalement et légèrement furfuracé-squamuleux de brun rouge vers le bas. Chair jaunâtre à blanc jaunâtre, rougeâtre à la base du stipe, à peine bleuissante. Spores 10-12 x 5-5,5 μm[10],[9].

## Habitat et distribution
Il s'agit un champignon ectomycorhizien, poussant généralement sous feuillus à feuilles caduques (généralement chêne, tilleul, châtaignier) mais aussi sous conifères, notamment les pins. Il a également été signalé formant des mycorhizes avec le peuplier blanc (Populus alba) en Hongrie. C'est une espèce assez précoce qui pousse dès le début de l'été jusqu'en automne, souvent en groupe de quelques individus, dans les forêts, les clairières, et les parcs, il préfère les habitats plus chauds, il est commun dans la région méditerranéenne.
Ses ectomycorhizes contiennent des pigments jaune vif, en particulier les rhizomorphes, et présentent des verrues sur les surfaces externes des rhizomorphes et du manteau. Les ectomycorhizes de R. armeniacus ne peuvent pas être distinguées de manière fiable de celles de Xerocomus subtomentosus.

## Statut de conservation

### Régional
- Alsace : classement de cette espèce en catégorie NT (Quasi menacée) au niveau régional[13].
- Franche-Comté : classement de cette espèce en catégorie EN (En danger) au niveau régional[14].

## Comestibilité
Comme tous les Xerocomus au sens large, c'est une espèce d'intérêt culinaire donné comme moyen de par sa saveur peu prononcée. Elle est comestible après cuisson, de préférence en retirant le pied et en privilégiant les jeunes spécimens fermes dont les tubes ne sont pas très développés. Le Bolet abricot est consommé occasionellement .

## Confusions possibles
- Le Bolet couleur de pêche (Rheubarbariboletus persicolor), espèce surtout méditerranéenne venant sous chênes, chapeau terni de gris-brun olivâtre, stipe jaune vif au sommet et rougeâtre uniquement à la base, chair bleuissant vivement, base du stipe jaune safran vif en séchant[6]. Sans interêt alimentaire.
- Le Bolet framboise (Hortiboletus rubellus), aux teintes rouges, à la base du stipe typiquement piquetée de rouge orangé, bleuissement de la chair nul ou faible dans le chapeau. Comestible.